# Ubaldo Coppo
Ubaldo Coppo (Ozzano Monferrato, 20 maggio 1911 – ...) è stato un calciatore italiano, di ruolo centrocampista.

## Carriera
Ha esordito in Serie A il 23 dicembre 1934 in Juventus-Alessandria (4-1).

## Palmarès

### Club

#### Competizioni nazionali
- Serie C: 1

Palermo-Juventina: 1941-1942